# 西尾市立幡豆小学校
西尾市立幡豆小学校（にしおしりつ はずしょうがっこう）は、愛知県西尾市西幡豆町にある公立小学校。

## 校区
- 西幡豆町、鳥羽町、寺部町が校区である。公立中学校に進む場合は西尾市立幡豆中学校に進学する[1]。

## 沿革
- 1872年（明治5年）12月 - 阿弥陀寺[注釈 1]に郷学校として西幡豆郷学校が開校する。
- 1873年（明治6年）
  - 4月 - 西幡豆郷学校が幡豆郡第三十五番小学西幡豆学校に改称する。鳥羽村に幡豆郡第三十六番小学鳥羽学校が開校する。
  - 10月 - 幡豆郡第三十五番小学西幡豆学校が第101・102・103・104番小学西幡豆学校に、幡豆郡第三十六番小学鳥羽学校が幡豆郡第105番小学鳥羽学校に改称する。
- 1878年（明治11年） - 西戸城村、欠村、小野谷村、門内村、中門内村、八幡村、中村が合併し、西幡豆村が発足する。
- 1882年（明治15年）11月 -
  - 第101・102・103・104番小学西幡豆学校が第47学区公立小学西幡豆学校に改称する。
  - 第47学区公立小学西幡豆学校から第48学区公立小学寺部学校が分離する。
- 1886年（明治19年）4月 - 西幡豆学校に寺部学校と鳥羽学校が統合される。鳥羽分教場を設置する。
- 1889年（明治22年）10月1日 - 西幡豆村、鳥羽村、寺部村が合併し、幡豆村が発足する。
- 1892年（明治25年）7月 -
  - 西幡豆尋常小学校に改称する。鳥羽分教場が独立し、鳥羽尋常小学校となる。
  - 幡豆村と東幡豆村で組合を設立。西幡豆村の安泰寺[注釈 2]に幡豆高等小学校を開校する。
- 1906年（明治39年）
  - 5月1日 - 幡豆村と東幡豆村が合併し、幡豆村が発足。
  - 11月 - 西幡豆尋常小学校に鳥羽尋常小学校が統合され、幡豆第一尋常小学校となる。同時に幡豆高等小学校が廃校となり、高等科を幡豆第一尋常小学校に設置し、幡豆第一尋常高等小学校となる。鳥羽分教場を設置する。
- 1913年（大正2年）4月 - 鳥羽分教場が独立し、幡豆第三尋常小学校となる。
- 1919年（大正8年） - 幡豆第一尋常高等小学校に幡豆第一実業補習学校、幡豆第三尋常小学校に幡豆第三実業補習学校を併設する。
- 1925年（大正14年）3月 - 幡豆第三尋常小学校が廃校となり、児童は幡豆第一尋常高等小学校に移る。
- 1926年（大正15年）4月 - 幡豆第一実業補習学校、幡豆第三実業補習学校、幡豆第一尋常高等小学校の高等科を統合し、幡豆公民学校となる。同時に幡豆第一尋常高等小学校は幡豆第一尋常小学校に改称する。幡豆第一尋常小学校に幡豆青年訓練所を併設する。
- 1928年（昭和3年）10月1日 - 幡豆村が町制施行して幡豆町となる。
- 1941年（昭和16年）4月1日 - 幡豆国民学校に改称する。
- 1947年（昭和22年）4月1日 - 幡豆町立幡豆小学校に改称する。
- 1969年（昭和44年） - プールが完成する。
- 1973年（昭和48年） - 新校舎（鉄筋コンクリート造）が完成する。
- 2011年（平成23年）4月1日 - 幡豆町が西尾市に編入される。同時に西尾市立幡豆小学校に改称する。

## 交通アクセス
- 名鉄蒲郡線西幡豆駅下車、徒歩約6分。

## 周辺施設
- 西尾市立幡豆中学校
- 幡豆保育園
- 見影保育園
- 西尾市役所幡豆支所
- 名鉄蒲郡線西幡豆駅